# Nangka (Binjai Utara)
Nangka is een bestuurslaag in het regentschap Binjai van de provincie Noord-Sumatra, Indonesië. Nangka telt 9085 inwoners (volkstelling 2010).